# 阿諾德·史蒂芬·賈各布斯

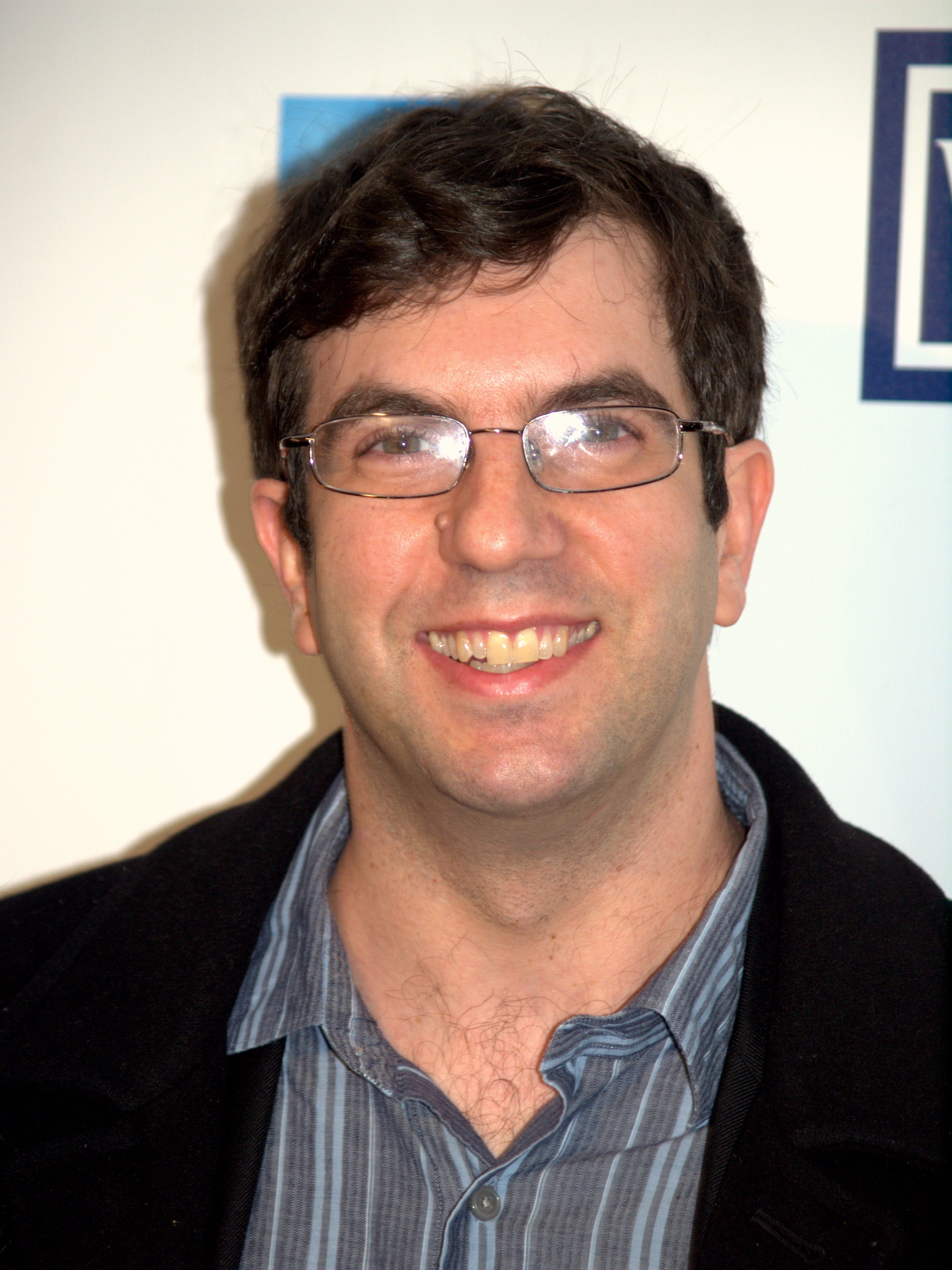
阿諾德·史蒂芬·賈各布斯。

小阿諾德·史蒂芬·賈各布斯（英語：1968年3月20日—），簡稱為A·J·賈各布斯是一名記者、作家和講師。他在君子雜誌擔任編輯，同時也熱衷於寫關於他所親身嘗試的各式各樣的富創意的生活實驗的書。作品翻為中文的有《我的大英百科狂想曲》、《我的聖經狂想曲》 、《我的白老鼠狂想曲》等。 

## 簡傳

### 早年生活
1968年，賈各布斯出生於紐約市的一個猶太裔家庭，他的父親老阿諾德·賈各布斯是名律師，母親是愛倫·克爾。他還有一個姊姊貝麗兒·賈各布斯。他畢業於道爾頓學校和布朗大學。